# Янко Тамара Федорівна
Тамара Федорівна Янко (1912—1988) — радянська оперна співачка (меццо-сопрано), Народна артистка РРФСР.

## Біографія
Народилася 24 червня (7 липня 1912 року) у Жмеринці (нині Вінницька область, Україна). Навчалася в Одеському музичному технікумі на вокальному відділенні. У 1934—1939 роках навчалася в МГК імені П. І. Чайковського за класом співу у К. Н. Дорліак. У 1938—1977 роках солістка МАМТ імені К. С. Станіславського та Вл. І. Немировича-Данченка. Багато партій готувала під керівництвом Вл. І. Немировича-Данченка. Виступала із концертно-виконавчою діяльністю. З 1954 року викладала у ГІТІСі на кафедрі сольного співу. Доцент (1977). Професор (1983). Член КПРС з 1954 року. Перша виконавиця пісні М. І. Блантера та М. В. Ісаковського «Катюша».
Померла 2 лютого 1988 року. Похована У Москві на Кунцевському цвинтарі.
Чоловік — С. А. Ценін.

## Репертуар
Перша виконавиця
- 1939 — «У бурю» Т. Н. Хренникова — Марія Косова
- 1951 — «Сім'я Тараса» Д. Б. Кабалевського — Єфросинія
- 1959 — «Заручини в монастирі» С. С. Прокоф'єва — Дуенья
- 1960 — «Вулиця дель Корно» К. В. Молчанова — Синьйора
- 1967 — «Вірінея» С. М. Слонімського — Мокеіха
- 1972 — «Три життя» О. В. Тактакішвілі — Мати
- «Царська наречена» Н. А. Римського-Корсакова — Любаша
- «Кощій Безсмертний» Н. А. Римського-Корсакова — Кащеївна
- «Євгеній Онєгін» П. І. Чайковського — Няня Пилипівна, Ольга
- «Перікола» Ж. Оффенбаха — Перікола
- «Казки Гофмана» Ж. Оффенбаха — Ніклаус
- «Дочка мадам Анго» Ш. Лекока — мадемуазель Ланж
- «Донья Жуаніта» Ф. Зуппе Олімпія
- «Харі Янош» З. Кодая — Імператриця
- «Жебрак» К. Мілекера — графиня Палматика
- «Фрол Скобеєв» Т. Н. Хреннікова — Варвара
- «Безрідний зять» Т. Н. Хреннікова — мамка боярині Анни
- «Війна і мир» С. С. Прокоф'єва — Ахросімова

## Нагороди і премії
- народна артистка РРФСР (1977)
- Сталінська премія другого ступеня (1952) — за виконання партії Єфросинії в оперному спектаклі «Сім'я Тараса» Д. Б. Кабалевського (1951; 2-а редакція)
- спеціальна премія 1-го Всесоюзного конкурсу вокалістів (1939) — за найкраще виконання творів радянських авторів